# Riserva naturale Torbiere di Marcaria
La riserva naturale Torbiere di Marcaria è una piccola zona umida del fiume Oglio. I depositi di sostanza organica, a tre metri circa di profondità, sono stati sfruttati in passato per l'estrazione della torba, utilizzata come combustibile.

## Amministrazione
La gestione della riserva è di competenza del Parco dell'Oglio Sud. Le visite individuali sono libere, quelle per gruppi devono essere autorizzate dal gestore del parco (Via Umberto I, 136 – 26030 Calvatone CR, telefono +39 0375 97254). È presente un solo capanno (oltre a una torretta di avvistamento) per scattare foto naturalistiche.

## Flora
Carex, viola, salix cinerea, pioppo, rhamnus frangula.

## Fauna
Riccio, talpa, toporagno, pipistrello nano, moscardino, arvicola, faina, donnola, volpe, tasso, nutria, airone rosso, airone cinerino, airone bianco maggiore, garzetta.